# لیزا دل ژوکوندو
لیزا دل ژوکوندو (ایتالیایی: Lisa del Giocondo؛ ۱۵ ژوئن ۱۴۷۹ – ۱۵ ژوئیه ۱۵۴۲) شناخته شده با نام اصلی لیزا گراردینی، لیزا دی آنتونیو ماریا، مشهور با نام مونا لیزا، یکی از اعضای خاندان گراردینی فلورانس و توسکانی در ایتالیا است. شهرت نام وی به واسطهٔ پرتره مونالیزا است که توسط شوهرش به لئوناردو دا وینچی در دوران رنسانس ایتالیا سفارش داده شده بود. جزئیات بسیار کمی از زندگی لیزا شناخته شده. او متولد فلورانس بود و در جوانی با یک تاجر پارچه و ابریشم ازدواج کرد، شوهر وی بعدها به یک مقام بانفوذ محلی تبدیل گردید. البته لیزا، مادر ۵ فرزند بود و چنین به نظر می‌رسد که زندگی متوسط رو به راحت و معمولی داشته باشد. لیزا بیشتر از همسرش در قید حیات بود.
قرن‌ها پس از مرگ لیزا، تابلوی مونالیزا تبدیل به معروف‌ترین و مشهورترین تابلوی نقاشی جهان شد که بخشی مجزا از زندگی اختصاصی لیزا را به عنوان یک زن، به ثبت رساند. گمانه‌زنی‌هایی که توسط محققان صورت پذیرفته نشان داد که این اثر هنری یک نشانک جهانی و شناخته شده به عنوان یک موضوع مبدل تجاری است. در سال ۲۰۰۵ میلادی به طور قطع ثابت گردید که لیزا، همان مدل شناخته شده برای پرترهٔ مونالیزا است.

## نگارخانه

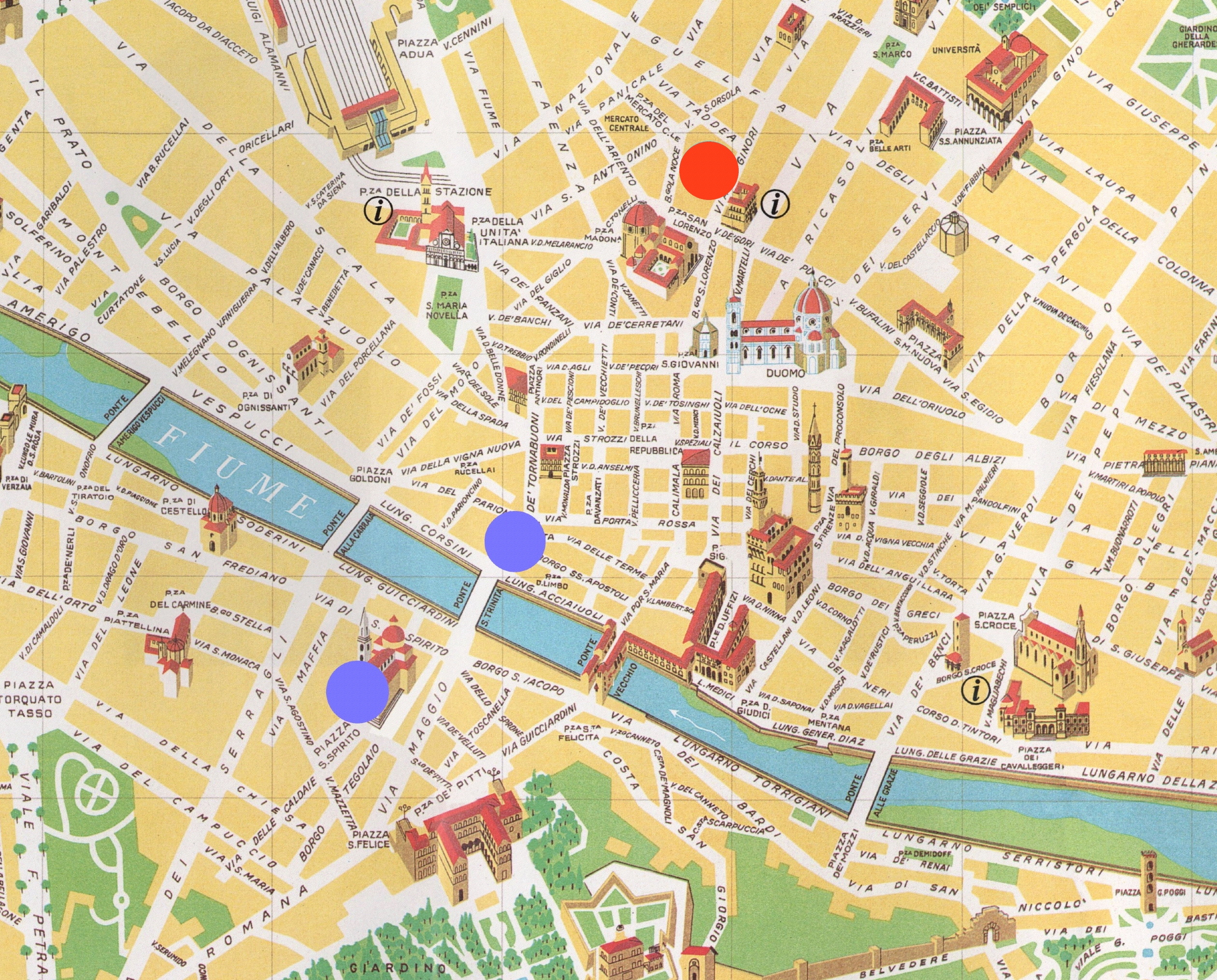
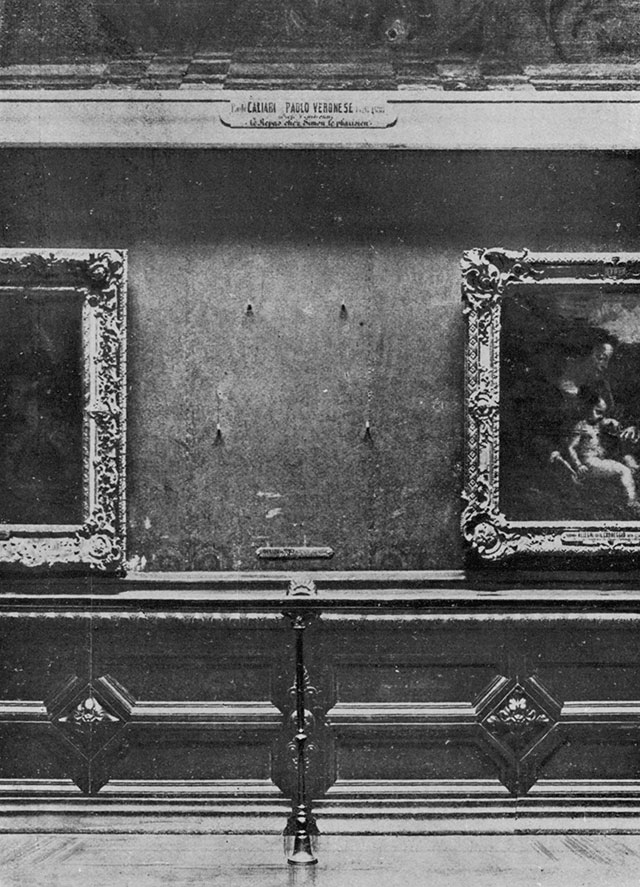
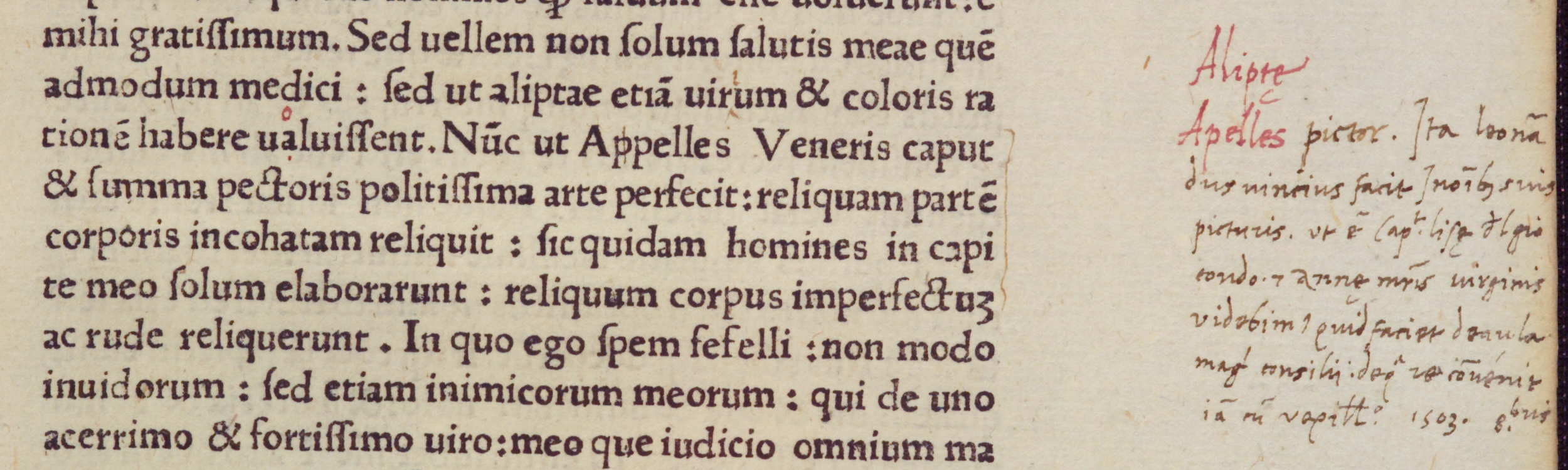